# Allantula
Allantula is een monotypisch geslacht van schimmels behorend tot de familie Pterulaceae. Het bevat alleen Allantula diffusa.